# Limotettix transversus
Limotettix transversus är en insektsart. Limotettix transversus ingår i släktet Limotettix och familjen dvärgstritar. Utöver nominatformen finns också underarten L. t. sibiricus.